# کلیسای رستاخیز مسیح (لیندنتال)
۵۰°۵۶′۰۷″شمالی ۶°۵۴′۵۹″غربی / ۵۰٫۹۳۵۱۷۲°شمالی ۶٫۹۱۶۵۲°غربی

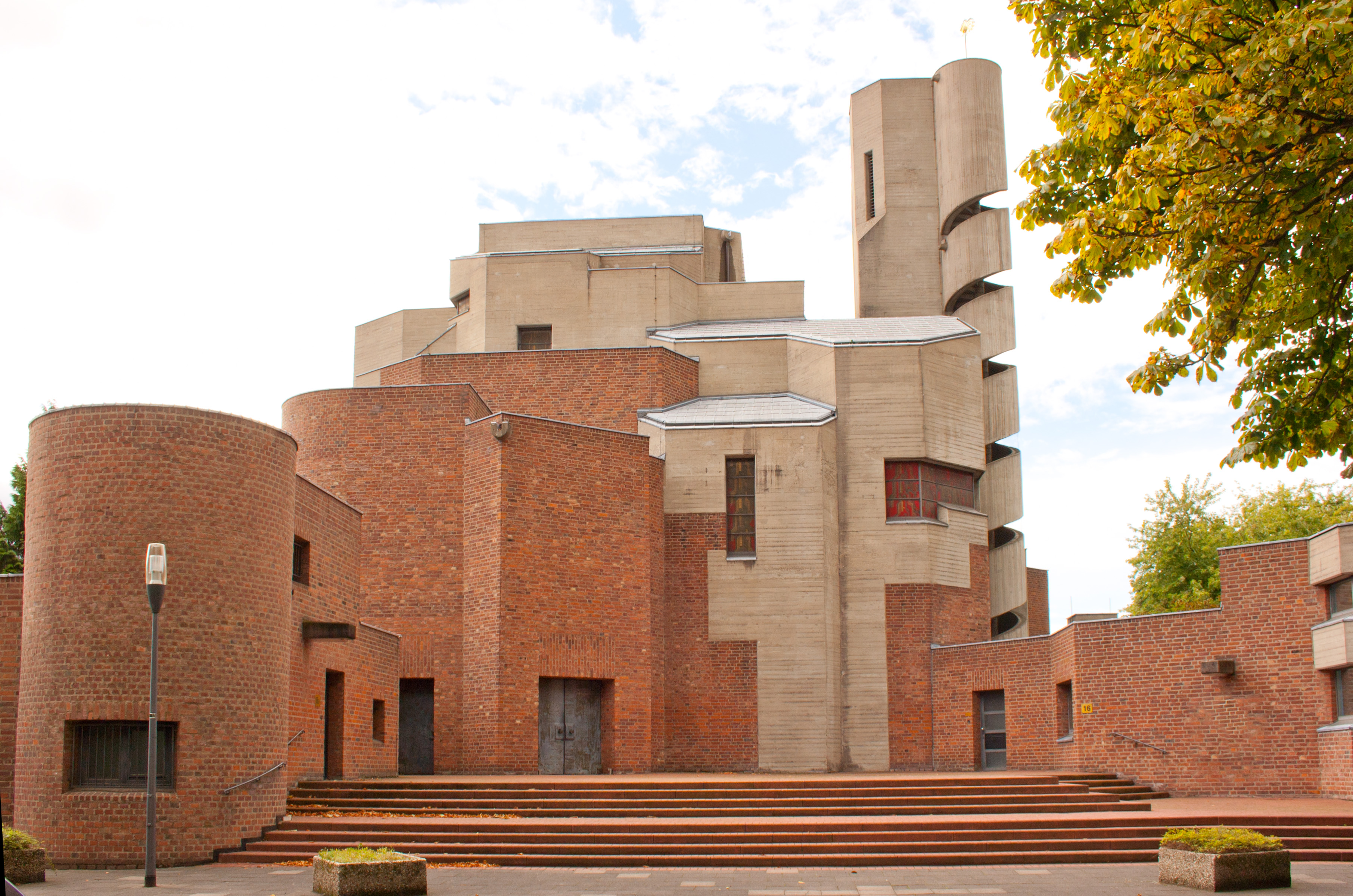
رستاخیز مسیح در کلن-لیندنتال، نمای شرقی

رستاخیز مسیح یک کلیسای کاتولیک در بخش لیندتال کلن آلمان است که بین سال‌های ۱۹۶۸ و ۱۹۷۰ بر اساس طرح معمار آلمانی گوتفرید بوهم ساخته شد و در سال ۱۹۷۱ دست‌گذاری گردید. این کلیسا نمونه‌ای بارز و پایان‌نامه‌ای بر آثار مجسمه‌ای بوهم است.
این کلیسا در پیشانی کانال لیندنتال قرار دارد و با آب و درختان قدیمی احاطه شده‌است.

## نگارخانه

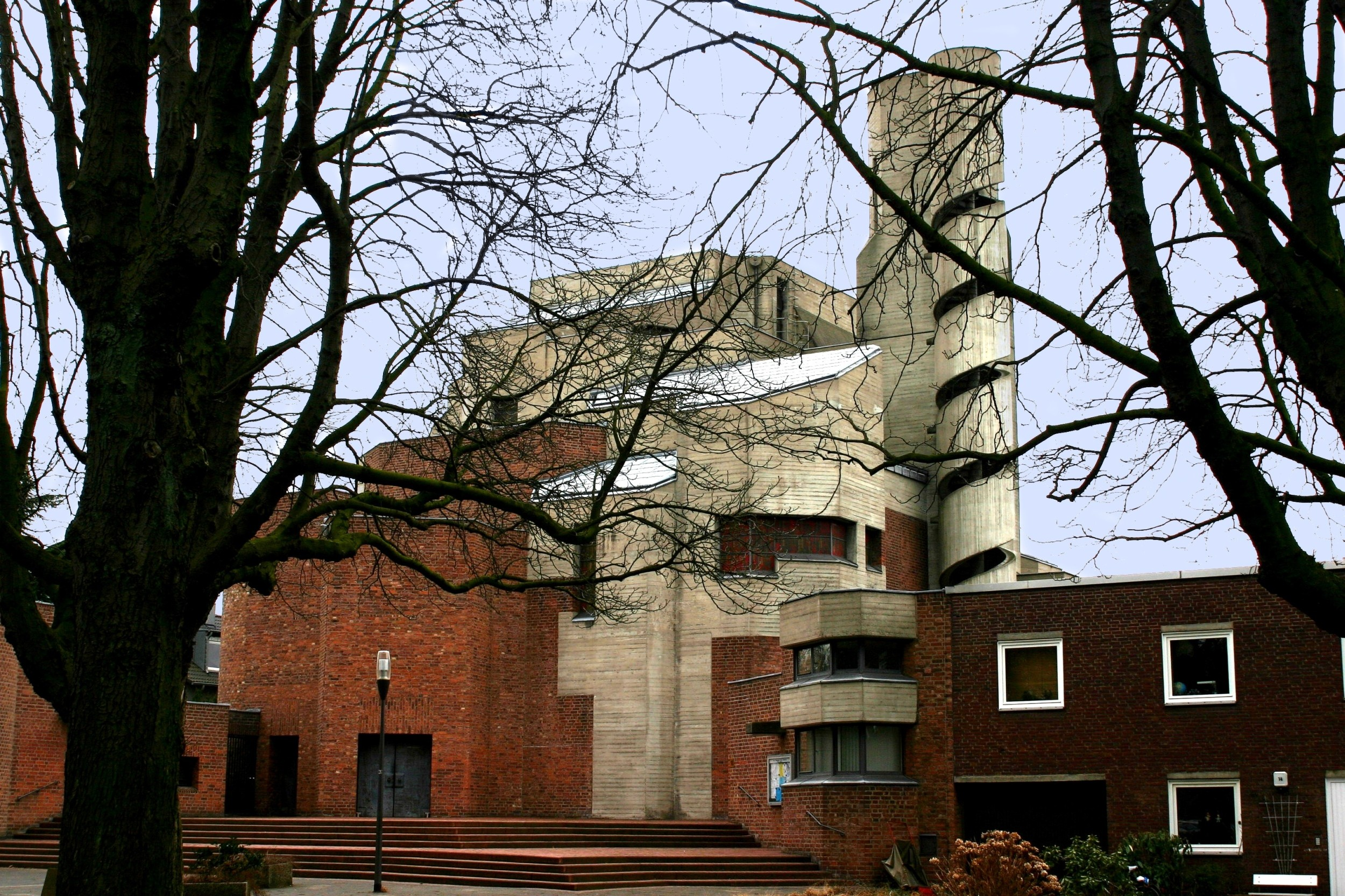
نمای جلویی
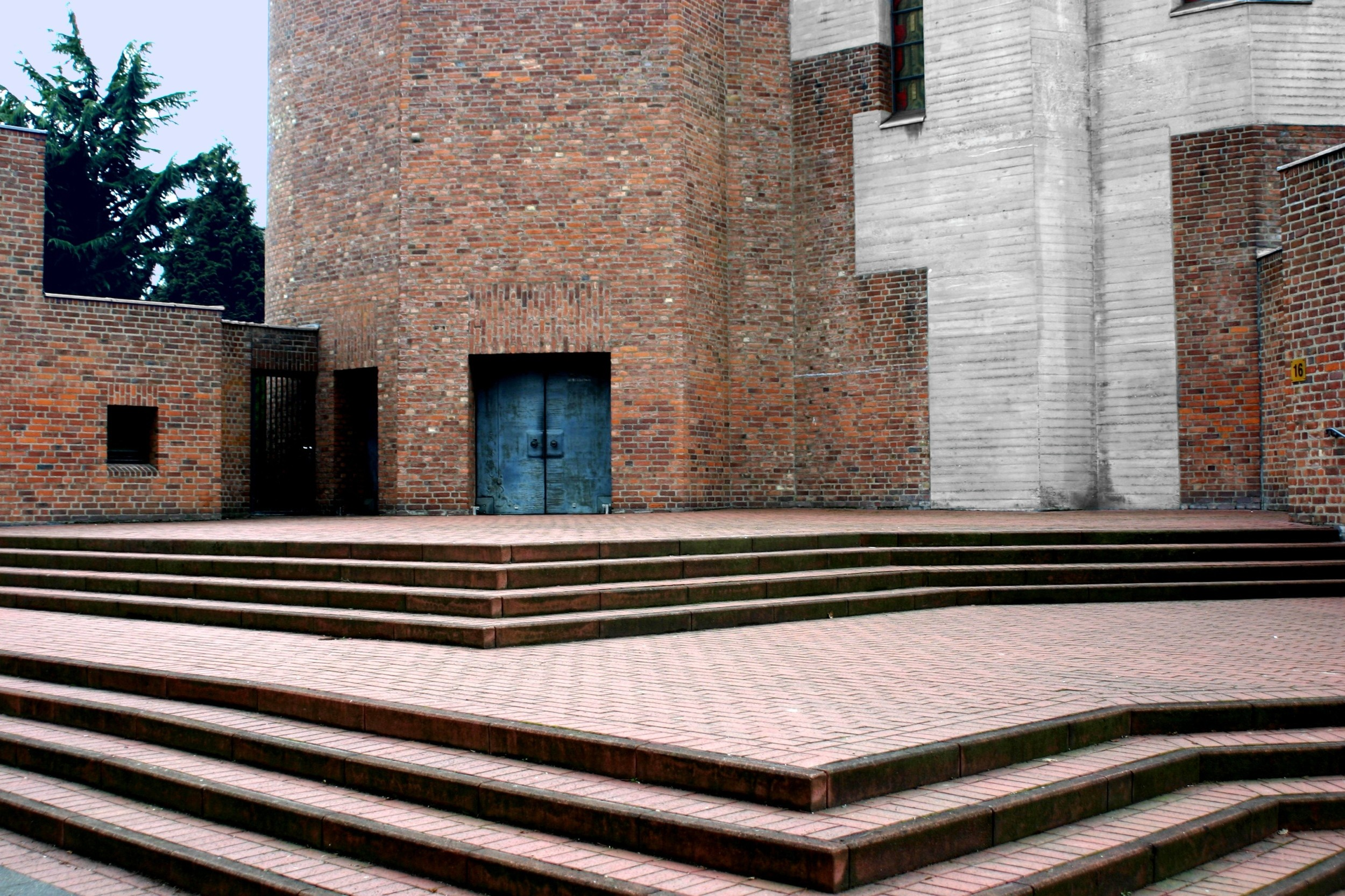
پله‌های جلو
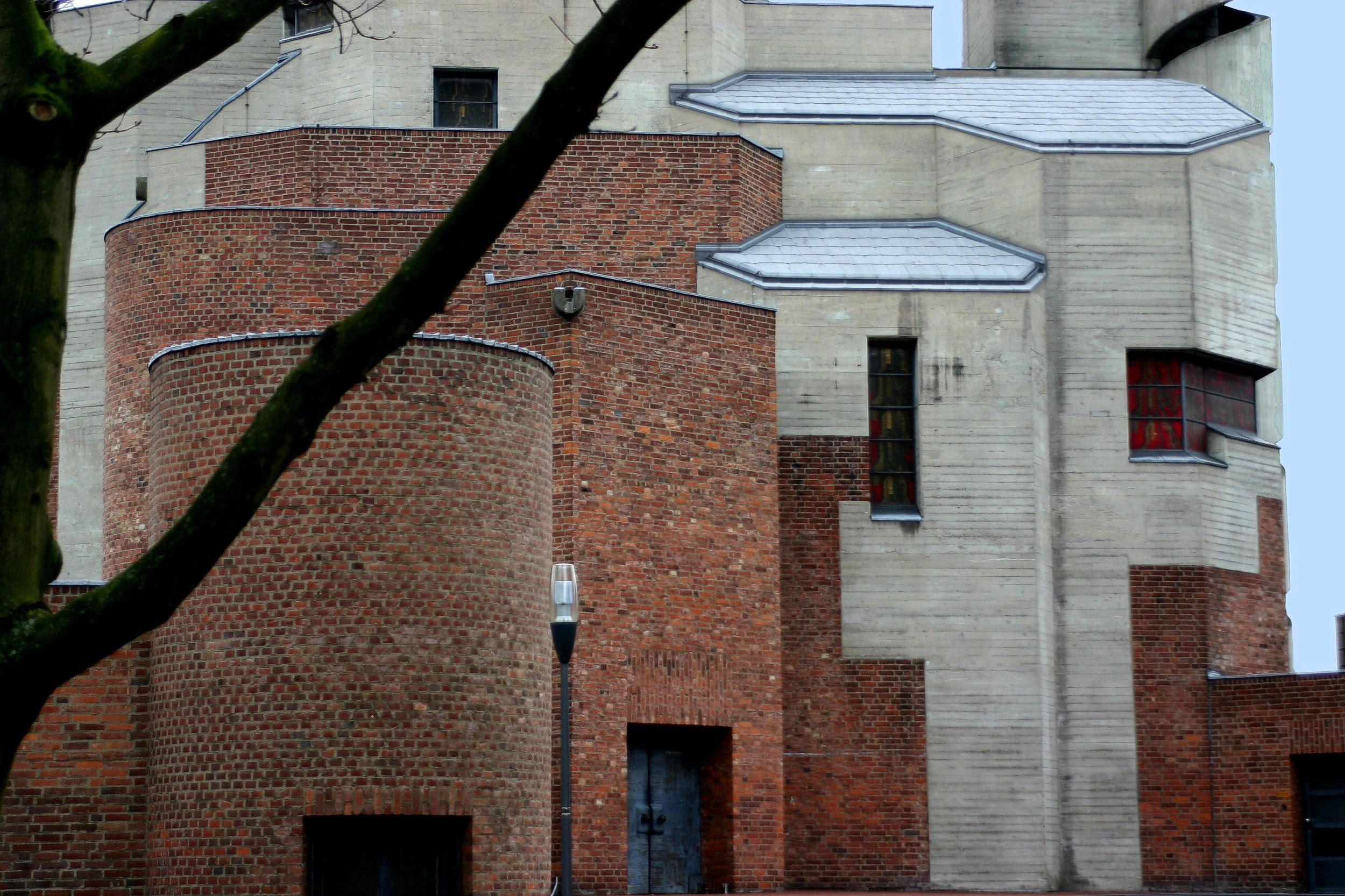
نمای جلویی
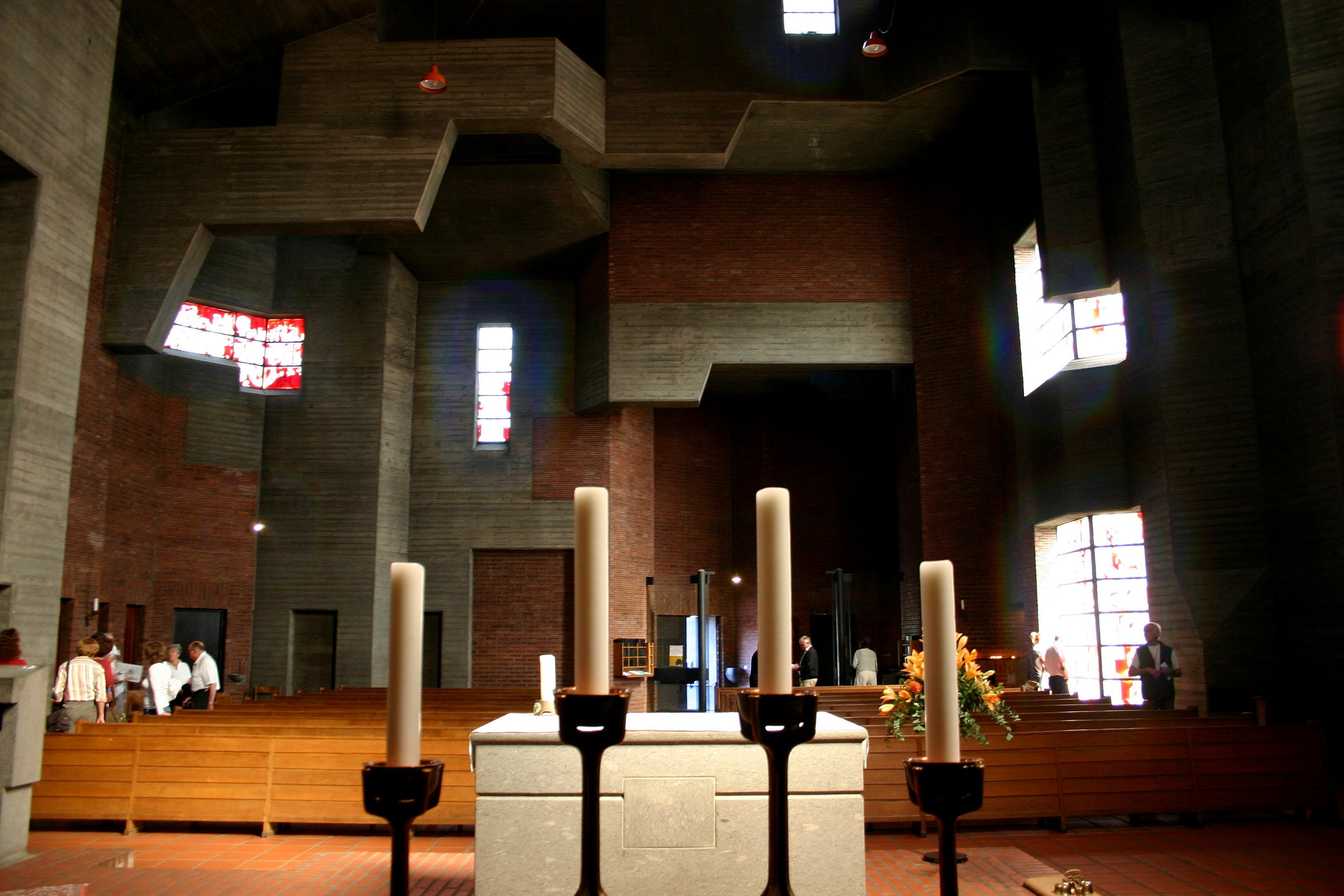
داخلی
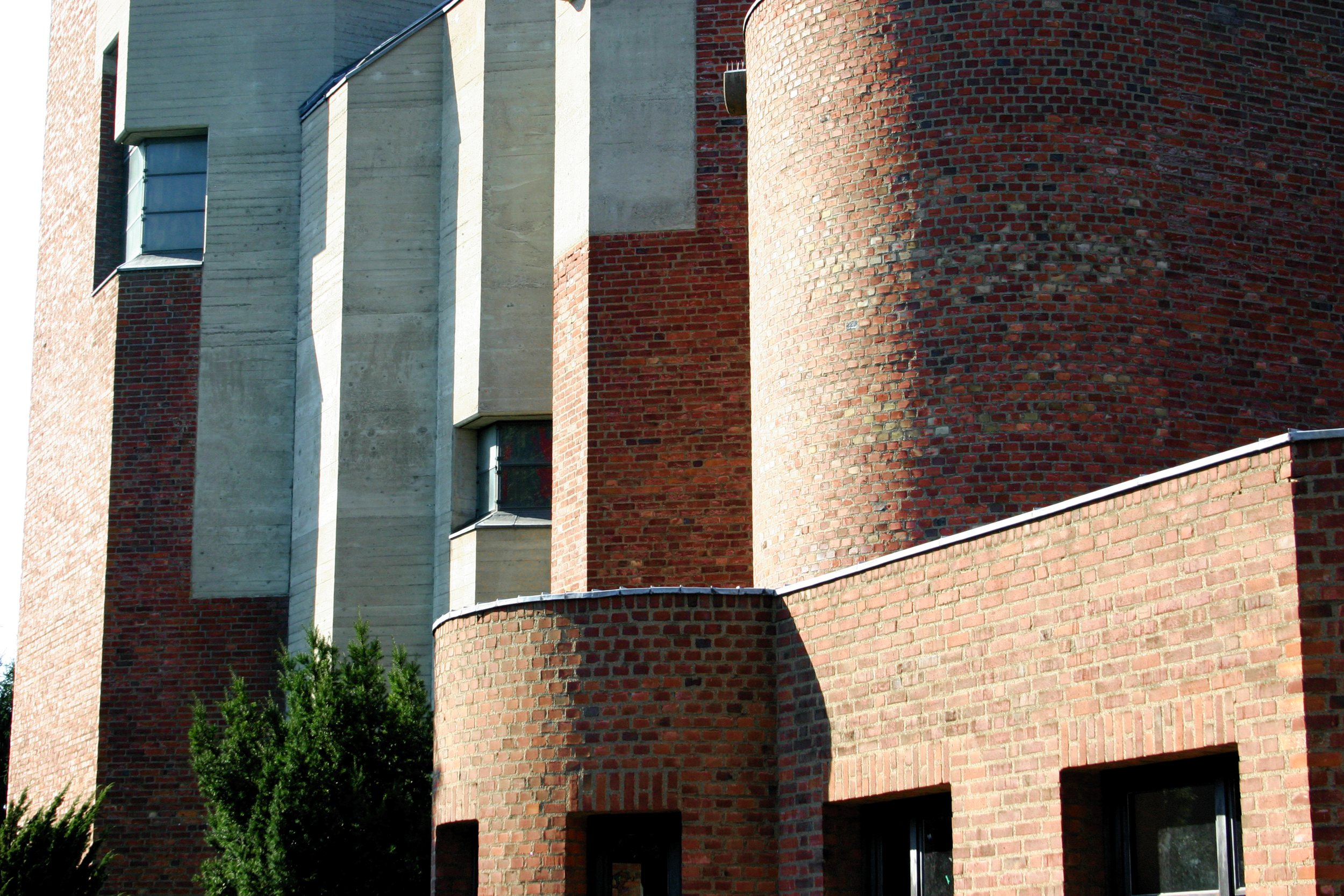
سمت جنوب
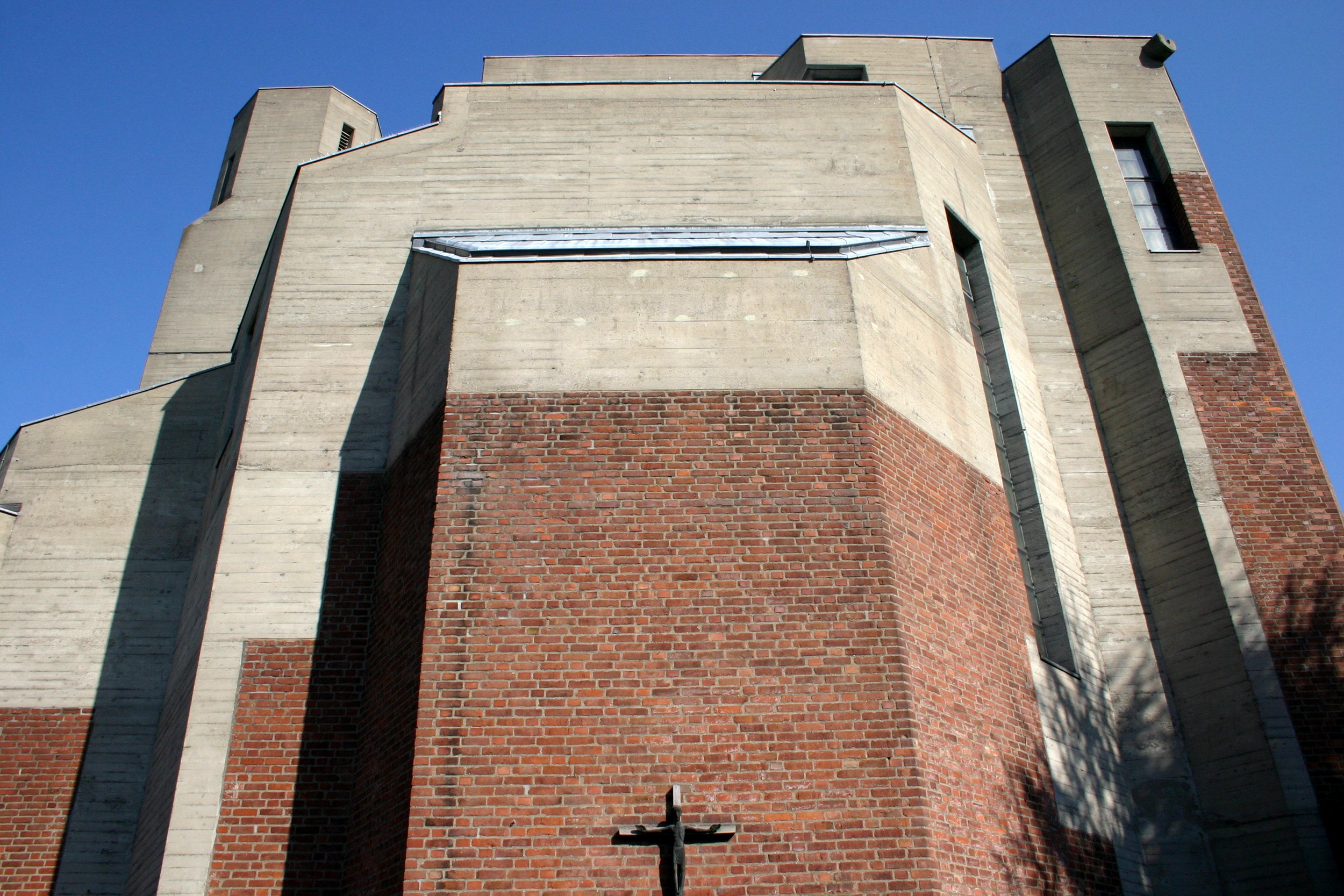
سمت جنوب
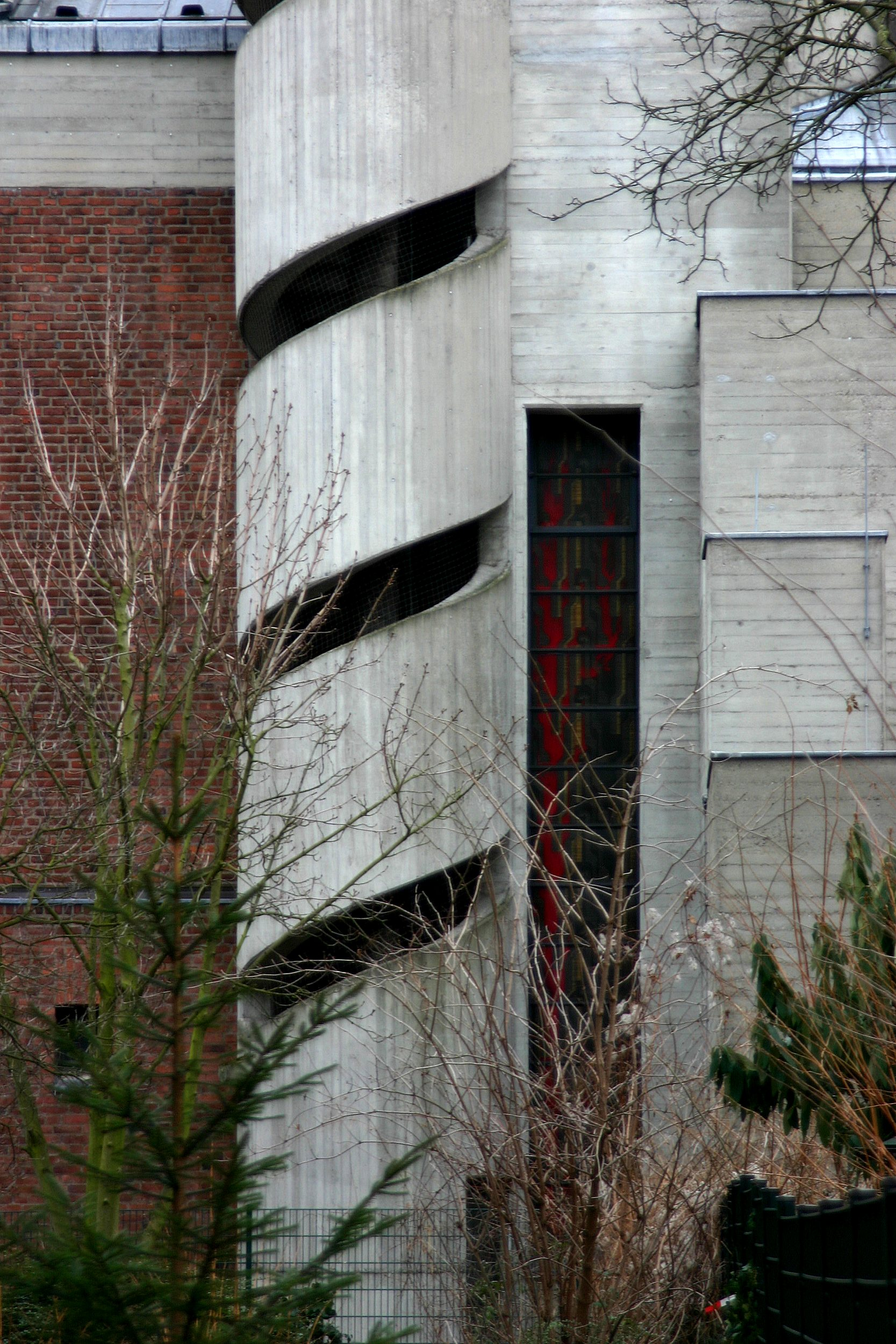
برج ساعت سمت شمال
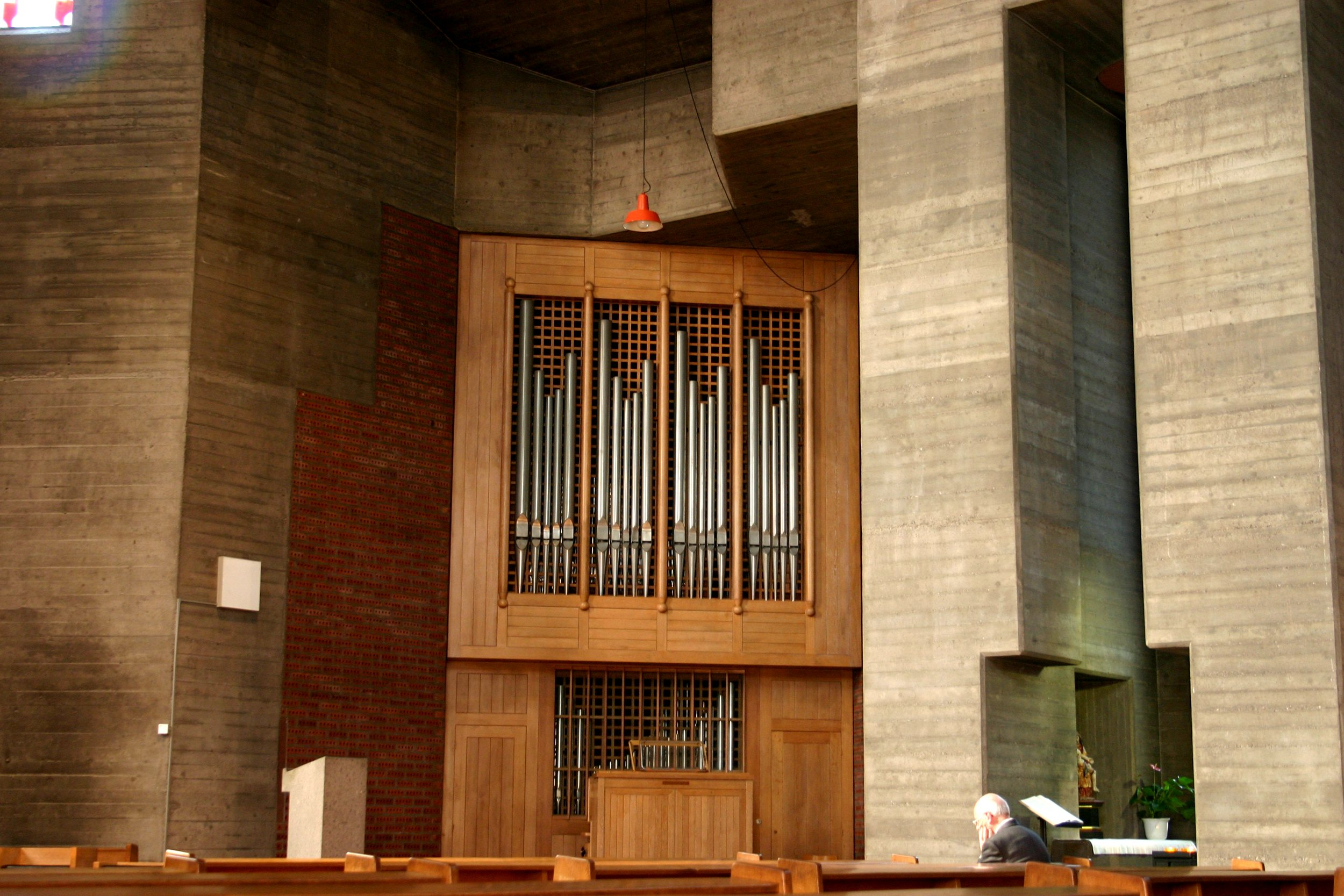
ارگ